# Aart Schouman

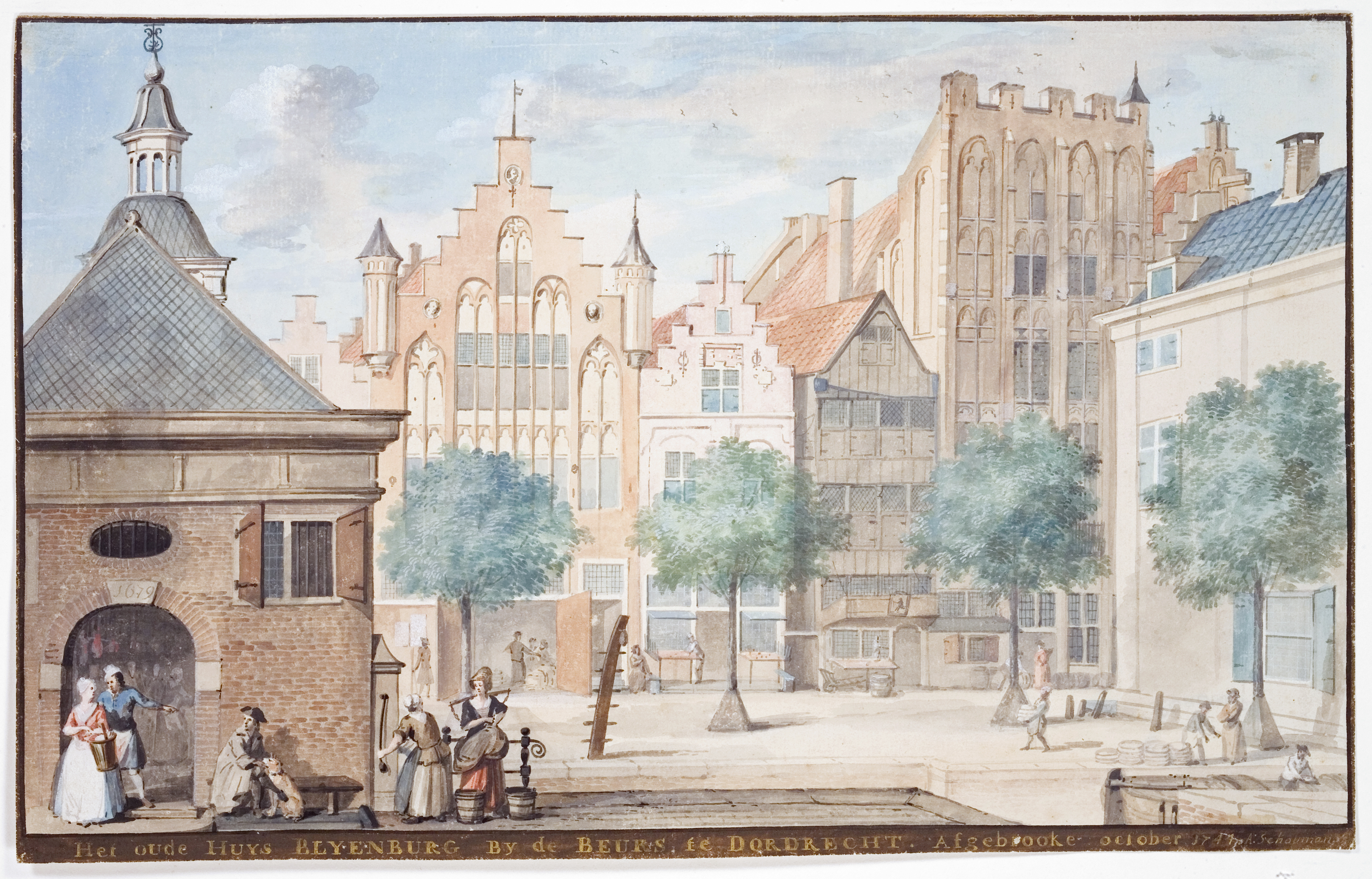
Wijnstraat, 1745

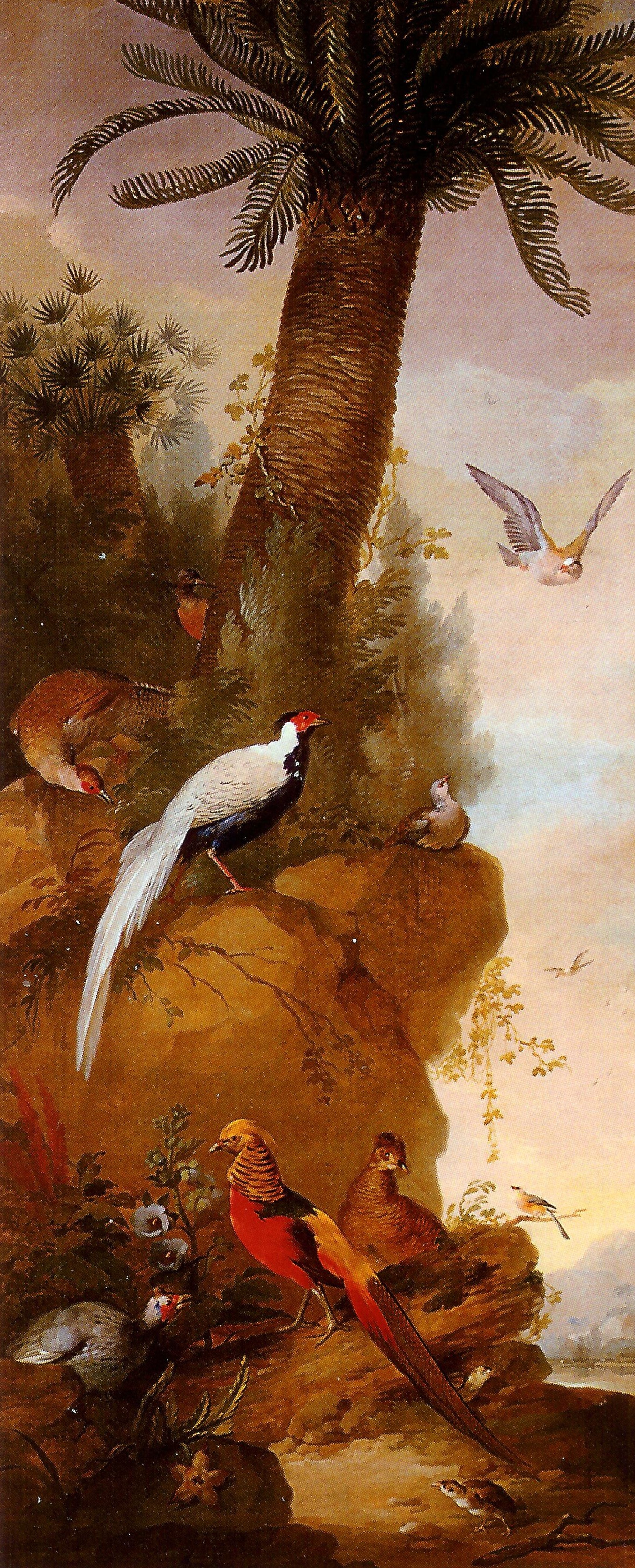
Fazanten en andere vogels in een uitheems landschap, 1766

Aart Schouman (ook gespeld als Aert Schouman) (Dordrecht, 4 maart 1710 - Den Haag, 5 juli 1792) was een Nederlands kunst- en behangselschilder, etser, aquarellist en graveur. Zijn werk is nauwelijks bekend en tamelijk ondergewaardeerd.
Schouman ging op zijn vijftiende in de leer bij schilder Adriaan van der Burg. In 1736 werd de broederschap van Sint Lucas opgericht door hem. Deze broederschap was een vereniging van kunstliefhebbers en amateurs voor Dordrecht en omstreken. Hij was vier jaar lang voorzitter van de Haagse schildersbroederschap Pictura en erelid van een Haags dichtergenootschap.
Schoumans werk bestaat vooral uit portretten en grote behangselschilderingen. Aanvankelijk schilderde hij mythologische en Bijbelse thema’s. Later kwamen daar ook meer decoratieve composities met vogels, zeldzame dieren en plantenstudies bij (o.a. te vinden in de collectie van Teylers Museum). Schouman tekende samen met anderen voor Vosmaers Regnum animale veel dieren uit de menagerie van stadhouder Willem V op het Kleine Loo. Schouman werd echt beroemd als schilder door zijn aquarellen van stadsgezichten en de parkachtige landschappen met exotische vogels. Deze waren in die tijd vrij uniek en nog altijd worden ze als speciaal gezien. Naast het schilderen hield hij zich ook bezig met maken van etsen en glasgravures.
Schouman was tussen 1735 en 1785 een toonaangevend kunstenaar in Zeeland en het zuiden van Holland, de huidige provincie Zuid-Holland. In die periode woonde en werkte hij in Dordrecht, Den Haag en Middelburg en gaf les aan leerlingen in Dordrecht en Den Haag, waaronder zijn neef Martinus Schouman. Hij reisde twee keer naar Engeland en bezat een belangrijke collectie schilderijen. Aart Schouman overleed in 1792 op 82-jarige leeftijd in Den Haag. Zijn leven is goed gedocumenteerd, omdat hij dagboeken bijhield. 
Het Dordrechts museum heeft twee tentoonstellingen over het werk van Aert Schouman georganiseerd. De eerste vond plaats van 27 augustus tot 2 oktober 1960 ("Herdenkingstentoonstelling Aart Schouman") en de tweede van 19 februari tot 17 september 2017 ("Een Koninklijk paradijs, Aert Schouman en de verbeelding van de natuur"). Mede door deze laatste tentoonstelling als gevolg van onderzoek is meer bekend geworden over het leven en werk van Aert Schouman.  

## Galerij

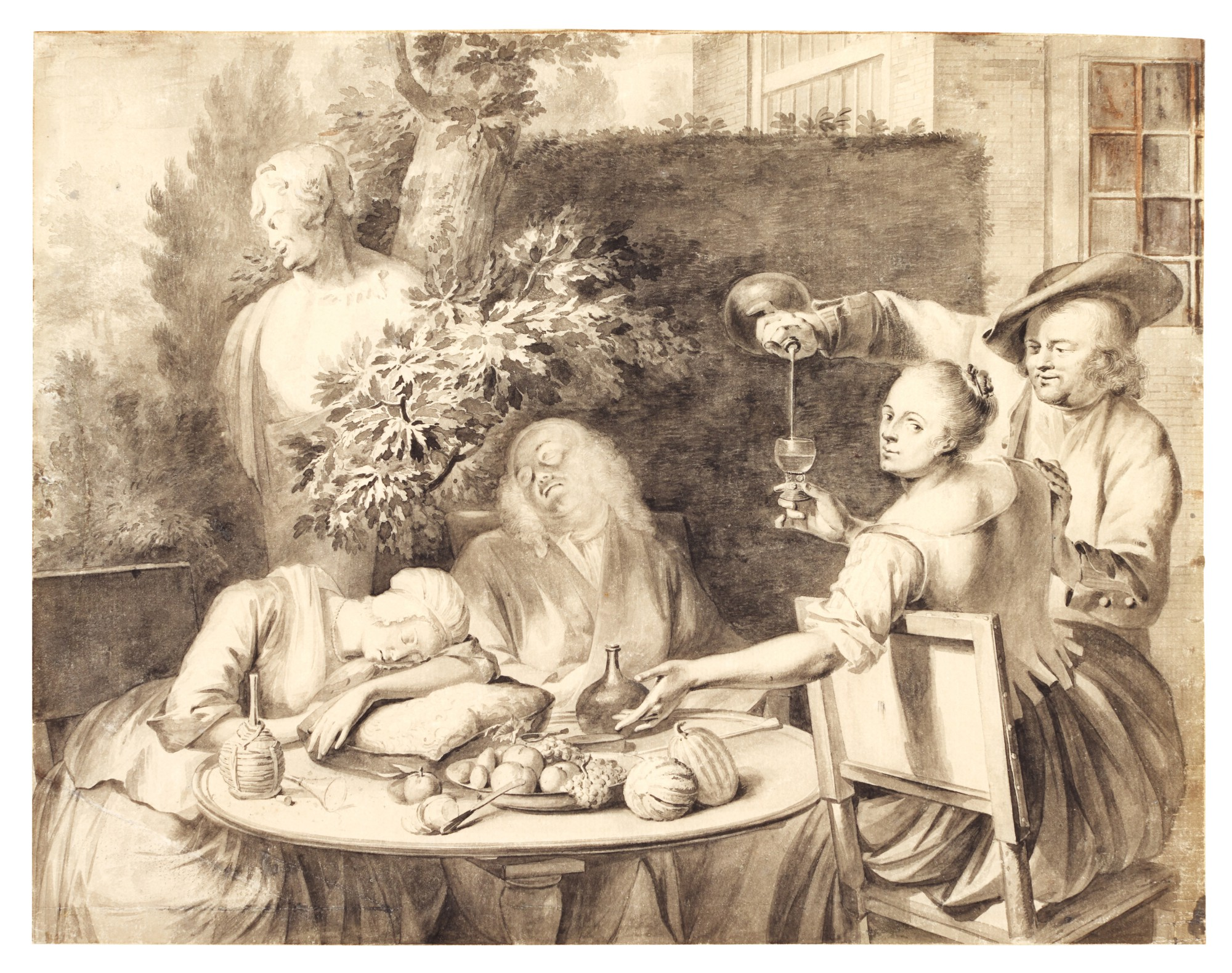
Aert Schouman (Dordrecht 1710 - 1792 Den Haag) Scène van vrolijkheid, tekening, gesigneerd A.SCHOUMAN. invent. 1740
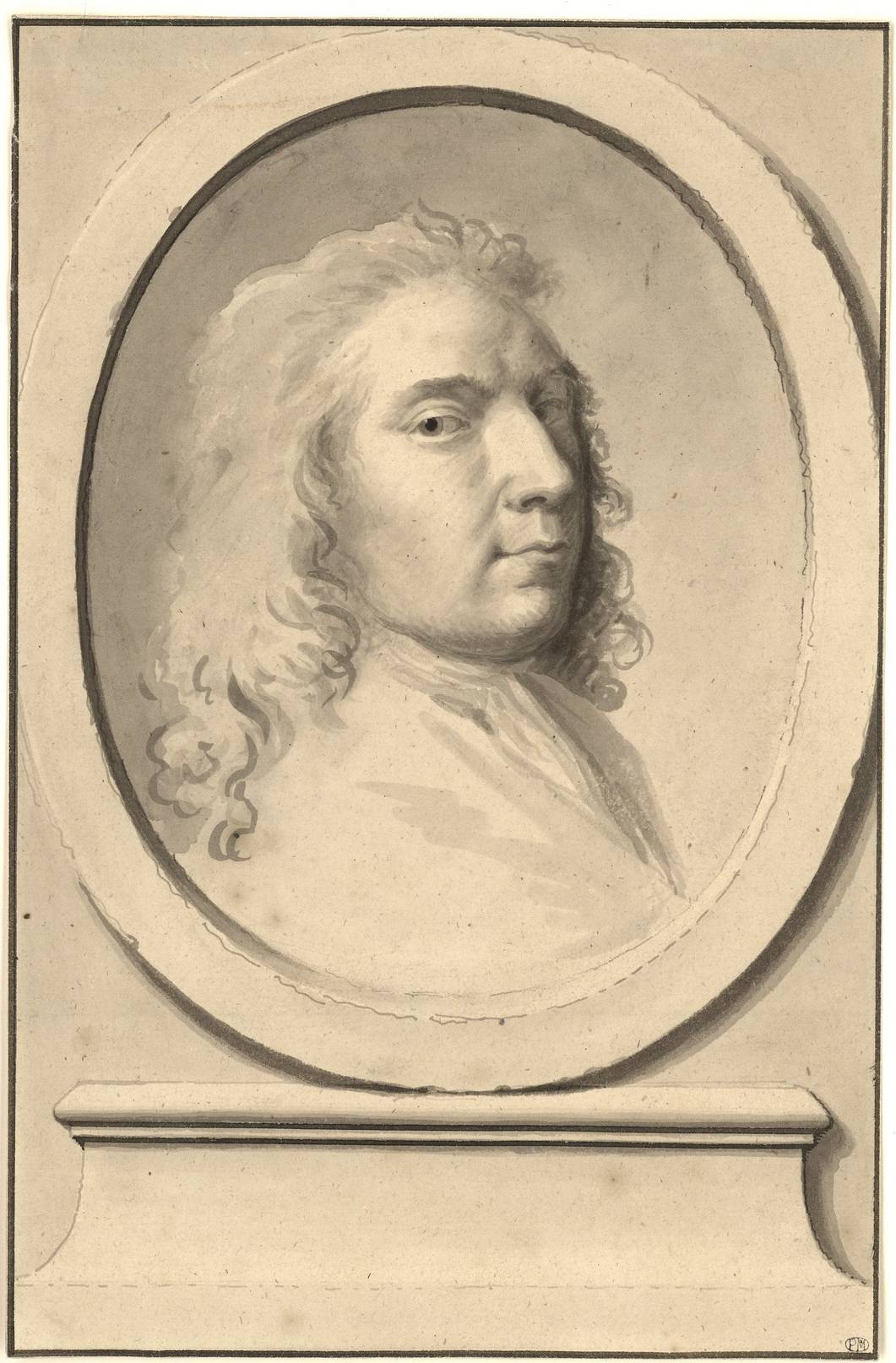
Aert Schouman (1710-1792) Portret van de kunstenaar Herman van der Mijn (1684 - 1741)
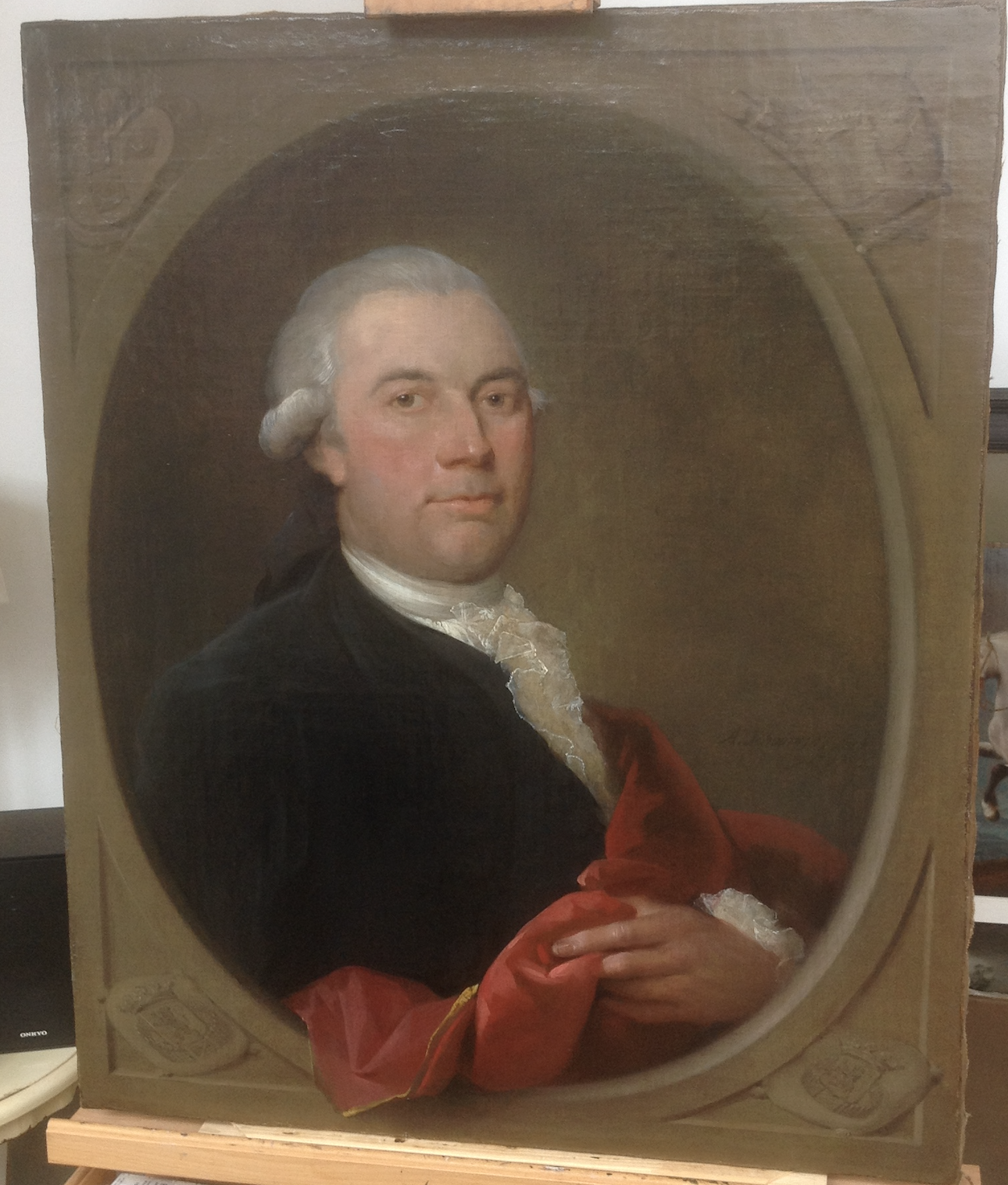
Aert Schouman (1710-1792) Portret van waarschijnlijk Jan Melvill (1740-1788), vroedschap van Brielle (1767-1788) en leenman van Voorne (1776-1782), gedateerd 1783.
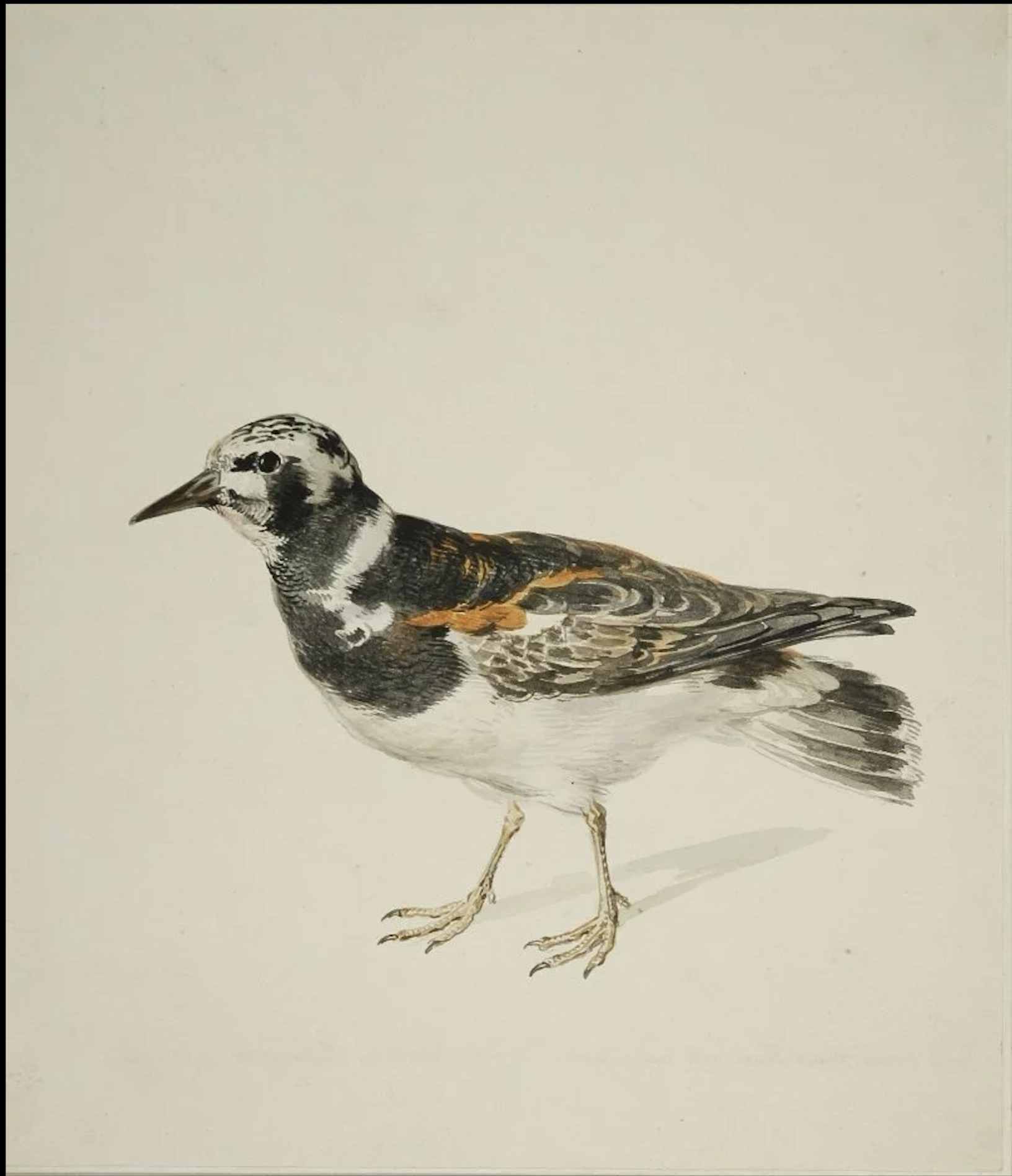
Aert Schouman (1710–1792), Schnepfenvogel, Aquarell über Graphit, Graphische Sammlungen Weimar
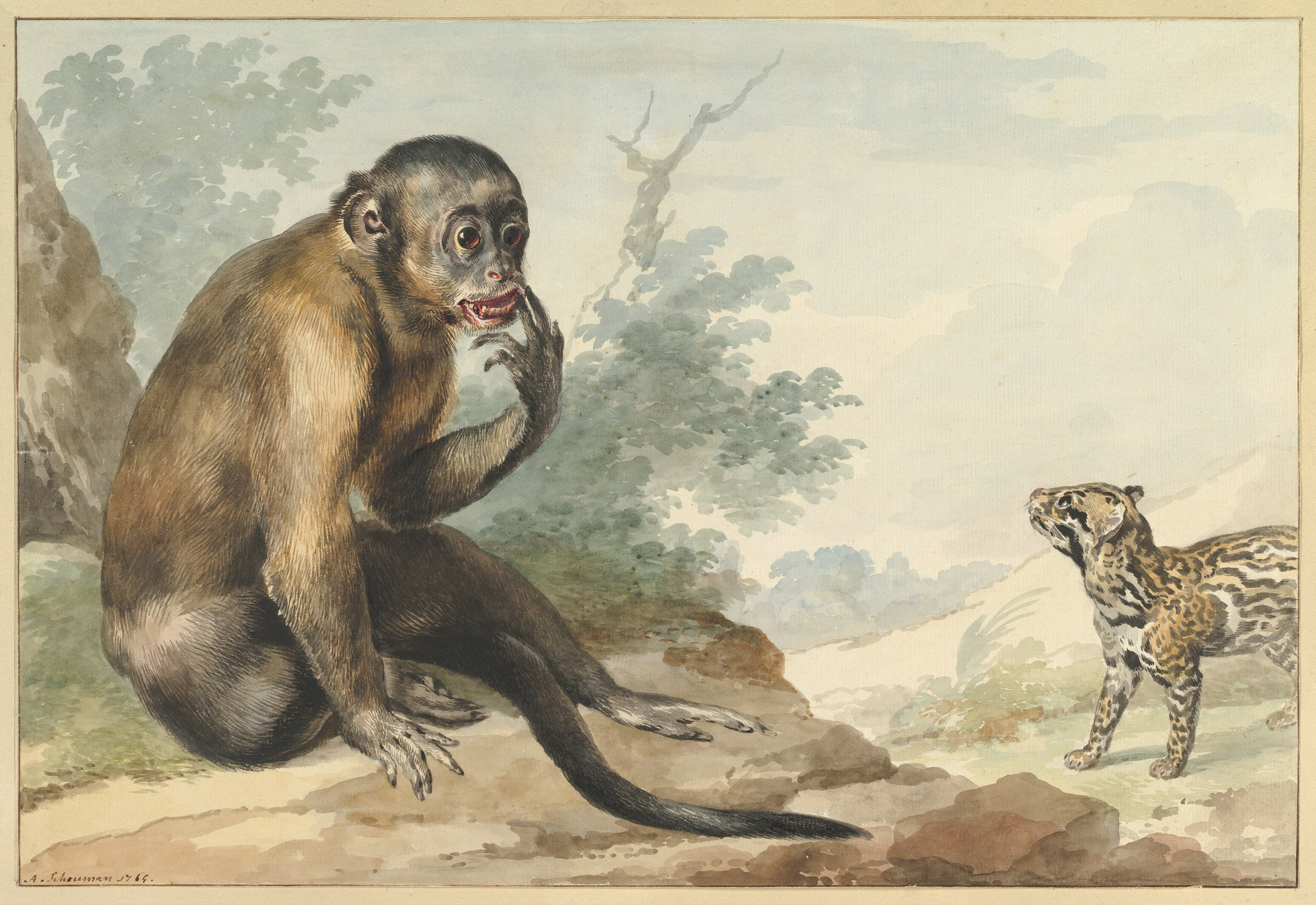
Aert Schouman - Een aap zittend op een rots kijkend naar een civet, aquarel en zwart krijt, gedateerd 1764, Metropolitan Museum of Art
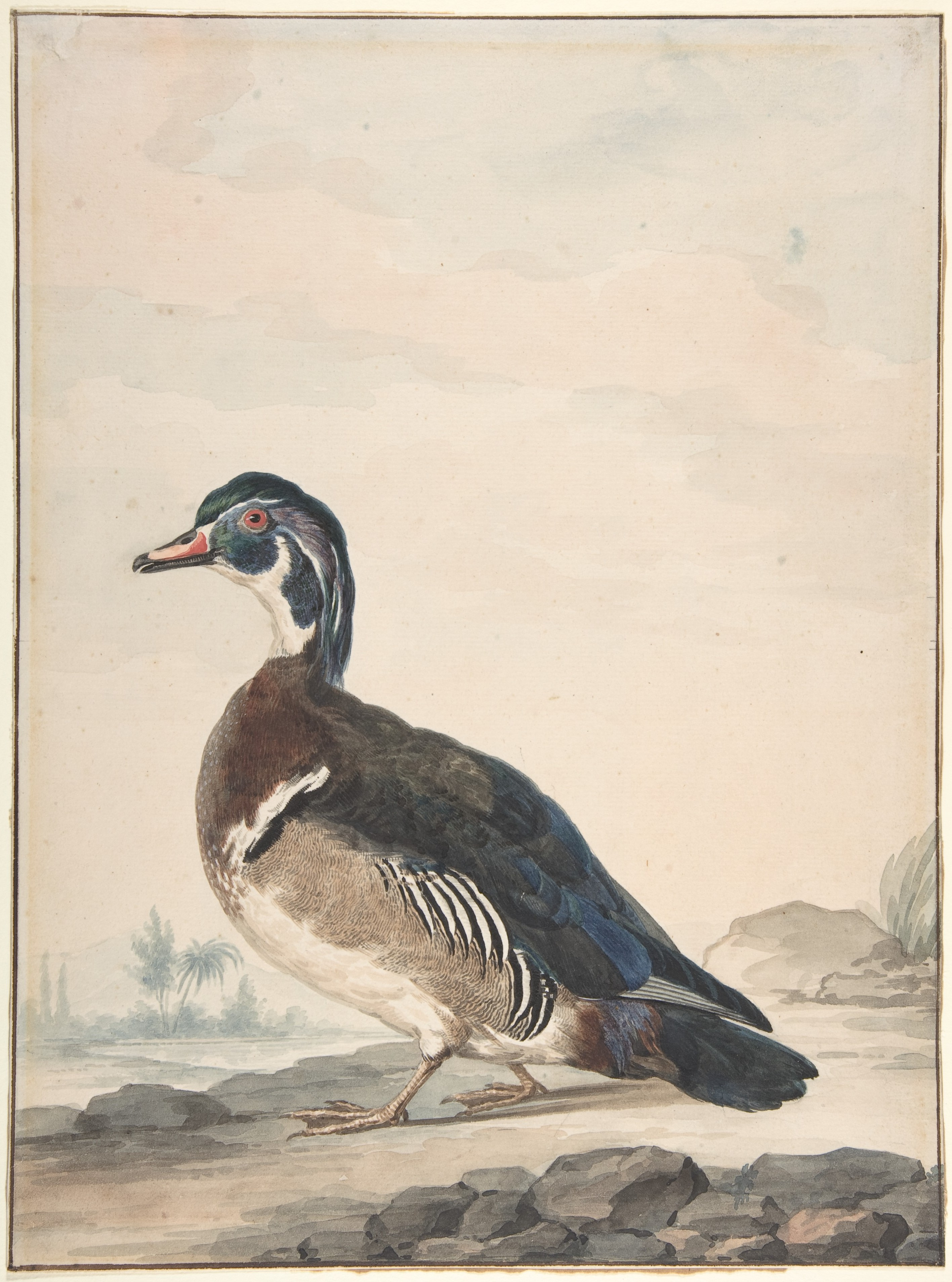
Aert Schouman - een eend, waterverf en gouache 35.6 x 26.7 cm Metropolitan Museum of Art